# 282. Infanterie-Division (Wehrmacht)
La 282. Infanterie-Division fu una divisione dell'esercito tedesco attiva durante la seconda guerra mondiale che venne creata nel 1943 e fu schierata lungo il fronte orientale dove fu sciolta nel 1944.

## Storia
La divisione fu istituita il 1º marzo 1943 a Cherbourg ed il 1º aprile ricevette l'ordine di prepararsi per il dispiegamento sul fronte orientale, dove nelle settimane successive fu dispiegata nell'area di Char'kov, sul Donec e rimase in questa zona per i mesi successivi. Dopo la sconfitta tedesca nella Battaglia di Kursk, la divisione dovette ritirarsi prima a Merefa e poi oltrepassare il Dnepr, schierandosi vicino a Kremenčug, dove fu coinvolta in pesanti combattimenti contro le truppe dell'Armata Rossa. 
Il 15 ottobre 1943, l'Armata Rossa lanciò un attacco tra Zaporož'e e Kremenčug, raggiungendo Krivoj Rog, costringendo la divisione a ritirarsi verso l'entroterra, dove subì diverse perdite nell'area di Kirovograd. La divisione subì pesanti perdite durante le successive battaglie difensive e nel gennaio 1944 fu riorganizzata, a fine mese si trovava ancora nella zona di Kirovograd, a nord-est di Novomirgorod.
Tra marzo ed aprile la divisione attraversò prima il Bug e poi il Dnestr, schierandosi a nord-est di Chișinău, dove intraprese una guerra di trincea; nell'agosto 1944 l'Armata Rossa attaccò in varie posizioni sul Dnestr, vincendo vicino a Iași, cosicché la divisione fu costretta alla ritirata e raggiunse il Prut per proteggere i valichi di Leova e Husi, scontrandosi diverse volte contro i sovietici. Successivamente attraversò Sarata-Galbena arrivando a Cazangio, dove fu circondata dalle truppe sovietiche e subì gravi perdite; la divisione cercò di sfondare la sacca senza successo ed i suoi resti riuscirono a raggiungere la sponda occidentale del Prut. Con ordinanza del 9 ottobre 1944 la divisione fu dichiarata sciolta con effetto immediato ed i suoi resti furono utilizzati per rinfrescare la 76. Infanterie-Division.

## Ordine di battaglia
- Grenadier-Regiment 848
- Grenadier-Regiment 849
- Grenadier-Regiment 850
- Artillerie-Regiment 282
- Pionier-Bataillon 282
- Feldersatz-Bataillon 282
- Panzerjäger-Abteilung 282
- Füsilier-Bataillon 282
- Infanterie-Divisions-Nachrichten-Abteilung 282
- Infanterie-Divisions-Nachschubführer 282[1]

## Decorazioni
Alcuni soldati della 282. Infanterie-division furono premiati per le loro azioni in guerra:
- Croce di Cavaliere della croce di ferro: 3

## Comandanti
- Generalleutnant Franz Karl (1º marzo 1943 - 1º aprile 1943)
- Oberst Wilhelm Kohler (1º aprile 1943 - 15 agosto 1943)
- Generalmajor Hermann Frenking (15 agosto 1943 - 9 ottobre 1944)[1]